# Bathydoris aioca
Bathydoris aioca Er. Marcus & Ev. Marcus, 1962 è un mollusco nudibranchio della famiglia Bathydorididae.